# (8032) Michaeladams
(8032) Michaeladams ist ein Asteroid des inneren Hauptgürtels, der am 8. März 1992 von den japanischen Astronomen Seiji Ueda und Hiroshi Kaneda am Observatorium in Kushiro (IAU-Code 399) entdeckt wurde.
Der Himmelskörper ist nach dem ehemaligen US-amerikanischen Testpiloten Michael Adams (1930–1967) benannt, der 7 Flüge im X-15-Programm absolvierte und als erster Amerikaner, der bei einem Raumflug starb, posthum seine Astronautenschwingen verliehen bekam.